# Кок-Кесене
Кок-Кесене (Коккесене) — утраченный мавзолей XIV—XV веков. Располагался в окрестностях казахского города Сыгнак, ныне Сунаката

## Географическое положение
К настоящему времени точное расположение здания неизвестно. Приблизительное местоположение — в 5 км к северу от села Томенарык (Жанакорганский район, Кызылординская область), в 8 км к югу от руин Сыгнака, на берегу реки Сырдарья.

## История
По одной из версий (поддерживавшейся в том числе советским и казахстанским археологом Карлом Байпаковым), Кок-Кесене стал усыпальницей хана Абулхаира из династии Шибанидов (Абулхайр-хана). Шейбанидский хронист Рузбихан сообщал, что Шейбани-хан, внук Абулхайр-хана, неоднократно посещал мавзолей деда, описанный следующим образом:

Озаренная светом гробница и пречистая могила его величества хана мира, хакана времени Абу-л-Хайр-хана, да осветит Аллах его доказательства, расположена вне города Сыгнака, и зодчий высоких помыслов нашего ханского величества построил над могилой доброго деда очень высокое здание…
Однако некоторые современные исследователи полагают, что датировка Кок-Кесене XV веком является неверной, а на самом деле здание было возведено в более ранний период.
Ещё одна легенда гласит, что в усыпальнице похоронена Гульбаршын (Барчин) — супруга легендарного героя Алпамыша, центрального персонажа тюркского эпоса «Алпамыш-Батыр».
В 1901 году здание мавзолея, к тому времени уже полуразрушенное, было обследовано археологической экспедицией В. А. Каллаура. Участники экспедиции переписали имевшиеся на стенах здания надписи, однако эти материалы так и не были опубликованы впоследствии. Другое описание Кок-Кесене было составлено Иосифом Кастанье, хранителем Историко-археологического музея в Оренбурге, в работе «Надгробные сооружения киргизских степей».
В 1914 году здание окончательно обрушилось. Последний раз руины мавзолея наблюдали участники экспедиции А. Ю. Якубовского в 1927 году.

## Описание
Экспедиция А. В. Якубовского обнаружила лишь устой портала южной арки и фрагменты стен здания. Тем не менее, удалось установить планировку мавзолея.
Здание из жжёного кирпича было выстроено по образцу сельджукской архитектуры. Постройка портального типа обладала квадратной в плане формой и увенчивалась коническим куполом. Форма купола была выполнена с переходом от квадрата к восьмиграннику и далее к шестнадцатиграннику. Купол покрывала роспись арабскими надписями по голубой поливе. Стены также были покрыты поливой, главным образом голубого, синего и белого цвета. Часть стен украшала изразцовая мозаика из вставок голубого, белого, синего, жёлтого и красного цветов. В оформлении стен также использовался резной неполивной кирпич из терракоты.
Отделка стен сходна с оформлением мавзолея Алаша-хана. Кроме того, Кок-Кесене имеет некоторое сходство с мавзолеями Абат-Байтак и Асан-ата.
Внутри мавзолея были обнаружены две гробницы: непосредственно под сводами и в подвальной части.